# Boaz Mauda
Boaz Mauda (en hebreo: בועז מעודה Elyakim, 23 de abril de 1987) es un cantante y compositor israelí ganador de la quinta edición de Kojav Nolad (Nace una estrella), el Operación Triunfo israelí y representante de su país en el Festival de la Canción de Eurovisión 2008, en el que terminó noveno.

## Infancia y juventud
Boaz nació y se crio en una familia yemenita en el moshav de Elyakim, donde vivía hasta hace poco. Es el hijo menor de la familia. Su madre, con la que se siente profundamente unido, quedó discapacitada debido a complicaciones en el parto de Boaz.

## Kojav Nolad
Sin ningún tipo de experiencia en la música, más que la de cantar en su sinagoga, ni historia en la industria de la música y desconocido para el público israelí; Boaz fue apuntado por un amigo a las audiciones de la quinta temporada de Kojav nolad. Logró entrar, alabado por jueces y crítica. A lo largo del programa, cantó un amplio repertorio de canciones mizrahi y acústicas. Su voz, descrita como algo entre David D'Or y Dana International, fue muy querida por el público y los jueces.
En la final del programa, celebrada el 29 de agosto de 2007 a orillas del lago Golán (Tiberíades), Boaz se enfrentó a Marina Maximillian Blumin y a Shlomi Bar'el. Esa noche interpretó dos canciones: Señorita, con el experimentado cantante israelí David Broza y acompañado por cuatro guitarristas, y luego Menagen veshar (Toqué y canté). Ganó el concurso con más del 50 % de los votos (más de 900.000 votos), además de un contrato con la discográfica Hed Artzi.

### Canciones que ha interpretado en Kojav Nolad
- Yad Anugá (compuesta por Avner Gadassi)
- Neshel hanajash (compuesta por Meir Ariel)
- Hashir al hasarets, a dúo con Arlene Gold (compueta por Nurit Galron)
- Jayeja vejayay, a dúo Eden Amzaleg (compuesta por Boaz Sharabi)
- Shiur Moledet (compuesta por Hava Alberstein)
- Erev shel yom bahir (compuesta por Efraim Shamir)
- Aní shuv mitahev, a dúo con Shlomi Barel (compuesta por Gidi Gov)
- Yareaj Kajol [Luna azul] (compuesta por Gan Hayot Band)
- Ahavat Jayay (compuesta por Hayim Moshe)
- At li layla, a dúo con Daniel Ben Hayim (compuesta por Boaz Sharabi)
- Kol Galgal (compuesta por Shotei Haneváh)
- Maká Afora (compuesta por Monica Sex)
- Al tijasi, ze lo ason (compuesta por Shlishiyat Gesher Hayarkon)
- Yalduti hashnyia (compuesta por Matti Caspi)
- Homot Heimar (compuesta por Margalit Tsanani)
- Mizmor Laila y Etslej Baolam en la segunda semifinal (Mizmor Laila compuesta por Noa y Etslej Baolam por Evyatar Banai)
- Morenika [Morenica] y Menagen veshar en la final (Morenika compueta por David Broza y Menagen veshar por Avner Gadassi)

## Eurovisión

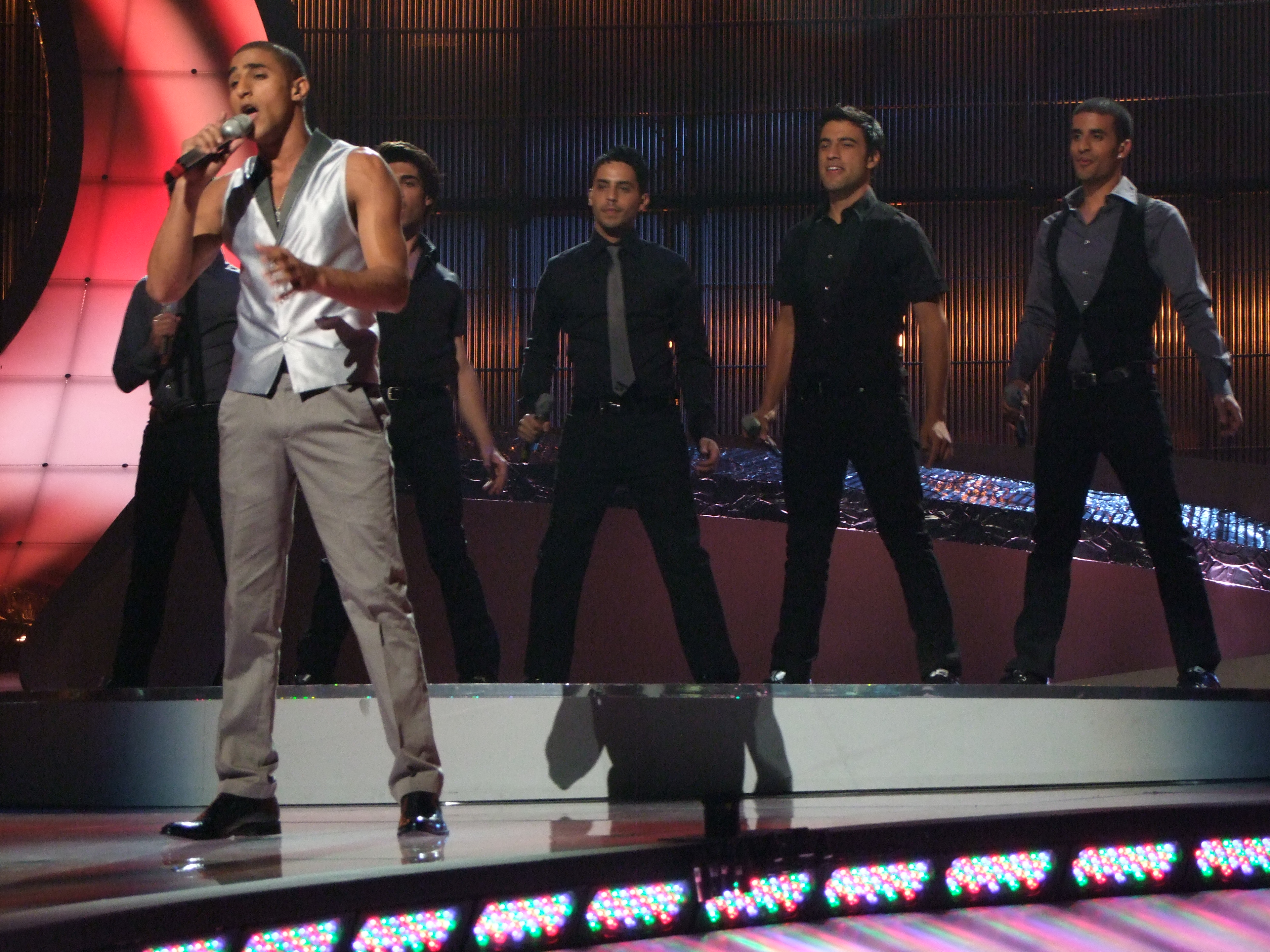
Boaz Mauda en la primera semifinal de Eurovisión.

El 14 de noviembre, la Autoridad de Radiodifusión de Israel y el Canal 2 de Israel anunciaron que Boaz Mauda fue elegido para representar a su país en el Festival de la Canción de Eurovisión 2008 en Belgrado, Serbia.
La preselección se produjo en febrero de 2008 en el que Mauda cantó cinco canciones y el público, junto con un jurado de expertos de Israel, votó a favor de la canción ganadora, que fue Ke'ilu kan compuesta por Dana International y Shai Kerem.
Mauda participó en la primera semifinal de Eurovisión el 20 de mayo de 2008 en la cual terminó quinto y se le concedió un lugar en la final el 24 de mayo de 2008, en la cual terminó noveno con 124 puntos.

## Carrera profesional
El 3 de agosto de 2008 Boaz publica su primer sencillo, Oreaj baolam [Un invitado en el mundo] para el que será su nuevo álbum, el cual se llama Boaz Mauda, como el cantante; esta canción está escrita por la compositora Keren Peles. En marzo de 2009 publica su segundo sencillo, también obra de Peles, Lajzor Habaita [Volver a casa]. Ese mismo año publica la canción Time to Pray [Hora de rezar] junto con la cantante Sirusho (representante de Armenia en el Festival de la Canción de Eurovisión en 2008, que alcanzó el cuarto lugar) y con la cantante Jelena Tomašević (representante de Serbia en el Festival de la Canción de Eurovisión y que quedó en sexto lugar).
El 7 de julio de 2009 salió a la venta su primer álbum de estudio con el nombre "Boaz Mauda". Este disco contiene 11 canciones, de las cuales solo 5 canciones eran nuevas: Ma Yafu, Better Days, Time to Pray, Shetishaer y Ausencia. 
En 2009 participó en la serie Johnny Hollywood junto a Ran Danker interpretando al famoso cantante Izhar Cohen, y en agosto de ese mismo año comenzó su gira por Israel.

## Discografía

### Álbumes de estudio
- Boaz Mauda (2009)

### Sencillos
- Menagen veshar (2007, compuesto por Avner Gadasi)
- Keilu Kan [Como si fuera] (2008, compuesto por Dana International)
- Mi haya maamin? [¿Quién lo iba a decir?] (con Marina Maximillian Blumin (2008, compuesto por Keren Peles)
- Oreaj Baolam [Un invitado en el mundo] (2008, compuesto por Keren Peles)
- Lajzor Habaita [Volver a casa] (2009, compuesto por Keren Peles)
- Time to Pray [Hora de rezar] (con Sirusho y Jelena Tomašević) (2009, compuesto por Shimon Peres, Boaz Mauda y Tomer Biran)